# Free Spirit World Tour
De Free Spirit World Tour is de vierde headliner-concerttournee van de Amerikaanse zanger Khalid, ter ondersteuning van zijn tweede studioalbum. De tournee ging van start op 20 juni 2019 in Glendale in de Gila River Arena en eindigde op 5 december 2019 in Sydney in de Qudos Bank Arena.
Op 1 april 2019 kondigde de zanger aan dat hij zijn eerste arena-tour ooit zou gaan maken om Free Spirit te promoten. Data werden voor het eerst aangekondigd in Noord-Amerika, met Clairo als openingsact. Op 8 april 2019 werden data aangekondigd voor Europa en Oceanië, met Mabel en RAYE als openingsacts voor Europa.

## Setlist
Deze setlist is representatief voor het concert in Glendale op 20 juni 2019. Het vertegenwoordigt niet alle concerten gedurende de tour.
1. "Free Spirit"
2. "8teen"
3. "Twenty One"
4. "Hundred"
5. "Saved"
6. "My Bad"
7. "Bad Luck"
8. "Bluffin'"
9. "Vertigo"
10. "Motion"
11. "Better"
12. "Right Back"
13. "Location"
14. "Silence"
15. "American Teen"
16. "Another Sad Love Song"
17. "Heaven"
18. "Alive"
19. "Paradise"
20. "Self"
21. "Talk"
22. "Outta My Head"
23. "Young Dumb & Broke"
24. "Eastside"
25. "Love Lies"
26. "OTW"
27. "Intro"
28. "Keep Me"
29. "Salem's Interlude"
30. "Saturday Nights"

## Shows
| Datum                 | Stad                  | Land                  | Plaats van optreden             | Openingact(s)         | Publiek               | Opbrengst             |
| Leg 1 — North America | Leg 1 — North America | Leg 1 — North America | Leg 1 — North America           | Leg 1 — North America | Leg 1 — North America | Leg 1 — North America |
| --------------------- | --------------------- | --------------------- | ------------------------------- | --------------------- | --------------------- | --------------------- |
| 18 mei 2019           | Gulf Shores           | Verenigde Staten      | Gulf Shores Public Beach        | —                     | —                     | —                     |
| 20 juni 2019          | Glendale              | Verenigde Staten      | Gila River Arena                | Clairo                | —                     | —                     |
| 22 juni 2019          | Las Vegas             | Verenigde Staten      | MGM Grand Garden Arena          | Clairo                | —                     | —                     |
| 23 juni 2019          | San Diego             | Verenigde Staten      | Pechanga Arena                  | Clairo                | —                     | —                     |
| 25 juni 2019          | Los Angeles           | Verenigde Staten      | Staples Center                  | Clairo                | 23.677 / 26.253       | $1.574.747            |
| 26 juni 2019          | Los Angeles           | Verenigde Staten      | Staples Center                  | Clairo                | 23.677 / 26.253       | $1.574.747            |
| 28 juni 2019          | Oakland               | Verenigde Staten      | Oracle Arena                    | Clairo                | 13.252 / 14.320       | $921,605              |
| 29 juni 2019          | Sacramento            | Verenigde Staten      | Golden 1 Center                 | Clairo                | 13.292 / 13.292       | $ 929.035             |
| 1 juli 2019           | Portland              | Verenigde Staten      | Moda Center                     | Clairo                | —                     | —                     |
| 4 juli 2019           | Edmonton              | Canada                | Rogers Place                    | Clairo                | —                     | —                     |
| 7 juli 2019           | Tacoma                | Verenigde Staten      | Tacoma Dome                     | Clairo                | —                     | —                     |
| 9 juli 2019           | Spokane               | Verenigde Staten      | Spokane Veterans Memorial Arena | Clairo                | —                     | —                     |
| 12 juli 2019          | Denver                | Verenigde Staten      | Pepsi Center                    | Clairo                | —                     | —                     |
| 14 juli 2019          | Dallas                | Verenigde Staten      | American Airlines Center        | Clairo                | 13.196 / 13.196       | $ 875.832             |
| 16 juli 2019          | San Antonio           | Verenigde Staten      | AT&T Center                     | Clairo                | —                     | —                     |
| 18 juli 2019          | Houston               | Verenigde Staten      | Toyota Center                   | Clairo                | —                     | —                     |
| 19 juli 2019          | Oklahoma City         | Verenigde Staten      | Chesapeake Energy Arena         | Clairo                | —                     | —                     |
| 21 juli 201           | Kansas City           | Verenigde Staten      | Sprint Center                   | —                     | —                     | —                     |
| 23 juli 2019          | Saint Paul            | Verenigde Staten      | Xcel Energy Center              | Clairo                | —                     | —                     |
| 25 juli 2019          | Chicago               | Verenigde Staten      | United Center                   | Clairo                | —                     | —                     |
| 26 juli 2019          | Columbus              | Verenigde Staten      | Nationwide Arena                | Clairo                | —                     | —                     |
| 28 juli 2019          | Detroit               | Verenigde Staten      | Little Caesars Arena            | Clairo                | —                     | —                     |
| 29 juli 2019          | Pittsburgh            | Verenigde Staten      | PPG Paints Arena                | Clairo                | —                     | —                     |
| 31 juli 2019          | New York              | Verenigde Staten      | Madison Square Garden           | Clairo                | 27.530 / 27.530       | $2.176.940            |
| 1 augustus 2019       | New York              | Verenigde Staten      | Madison Square Garden           | Clairo                | 27.530 / 27.530       | $2.176.940            |
| 3 augustus 2019       | Washington            | Verenigde Staten      | Capital One Arena               | Clairo                | —                     | —                     |
| 4 augustus 2019       | Hartford              | Verenigde Staten      | XL Center                       | Clairo                | —                     | —                     |
| 6 augustus 2019       | Toronto               | Canada                | Scotiabank Arena                | Clairo                | —                     | —                     |
| 7 augustus 2019       | Toronto               | Canada                | Scotiabank Arena                | Clairo                | —                     | —                     |
| 8 augustus 2019       | Montreal              | Canada                | Bell Centre                     | Clairo                | 12.532 / 14.099       | $787.692              |
| 10 augustus 2019      | Boston                | Verenigde Staten      | TD Garden                       | Clairo                | —                     | —                     |
| 11 augustus 2019      | Philadelphia          | Verenigde Staten      | Wells Fargo Center              | Clairo                | —                     | —                     |
| 13 augustus 2019      | Charlotte             | Verenigde Staten      | Spectrum Center                 | Clairo                | —                     | —                     |
| 14 augustus 2019      | Atlanta               | Verenigde Staten      | State Farm Arena                | Clairo                | —                     | —                     |
| 16 augustus 2019      | Orlando               | Verenigde Staten      | Amway Center                    | Clairo                | —                     | —                     |
| 17 augustus 2019      | Miami                 | Verenigde Staten      | American Airlines Arena         | Clairo                | —                     | —                     |
| Leg 2 — Europa        |                       |                       |                                 |                       |                       |                       |
| 8 september 2019      | Berlijn               | Duitsland             | Olympiastadion                  | —                     | —                     | —                     |
| 9 september 2019      | Hamburg               | Duitsland             | Barclaycard Arena               | Mabel RAYE            | —                     | —                     |
| 11 september 2019     | Stockholm             | Zweden                | Hovet                           | Mabel RAYE            | —                     | —                     |
| 13 september 2019     | Oslo                  | Noorwegen             | Oslo Spektrum                   | Mabel RAYE            | —                     | —                     |
| 14 september 2019     | Kopenhagen            | Denemarken            | Royal Arena                     | Mabel RAYE            | —                     | —                     |
| 17 september 2019     | Londen                | Verenigd Koninkrijk   | The O2 Arena                    | Mabel RAYE            | —                     | —                     |
| 18 september 2019     | Londen                | Verenigd Koninkrijk   | The O2 Arena                    | Mabel RAYE            | —                     | —                     |
| 20 september 2019     | Glasgow               | Verenigd Koninkrijk   | SSE Hydro                       | Mabel RAYE            | —                     | —                     |
| 21 september 2019     | Birmingham            | Verenigd Koninkrijk   | Resorts World Arena             | Mabel RAYE            | —                     | —                     |
| 22 september 2019     | Leeds                 | Verenigd Koninkrijk   | First Direct Arena              | Mabel RAYE            | —                     | —                     |
| 24 september 2019     | Dublin                | Ierland               | 3Arena                          | Mabel RAYE            | —                     | —                     |
| 25 september 2019     | Belfast               | Verenigd Koninkrijk   | SSE Arena                       | Mabel RAYE            | —                     | —                     |
| 28 september 2019     | Frankfurt             | Duitsland             | Jahrhunderthalle                | Mabel RAYE            | —                     | —                     |
| 29 september 2019     | Antwerpen             | België                | Lotto Arena                     | Mabel RAYE            | —                     | —                     |
| 1 oktober 2019        | Amsterdam             | Nederland             | Ziggo Dome                      | Mabel RAYE            | —                     | —                     |
| 2 oktober 2019        | Oberhausen            | Duitsland             | König Pilsener Arena            | Mabel RAYE            | —                     | —                     |
| 4 oktober 2019        | Parijs                | Frankrijk             | L'Olympia                       | Mabel RAYE            | —                     | —                     |
| 5 oktober 2019        | Parijs                | Frankrijk             | L'Olympia                       | Mabel RAYE            | —                     | —                     |
| 6 oktober 2019        | Esch-sur-Alzette      | Luxemburg             | Rockhal                         | Mabel RAYE            | —                     | —                     |
| 8 oktober 2019        | Zürich                | Zwitserland           | Samsung Hall                    | Mabel RAYE            | —                     | —                     |
| 9 oktober 2019        | München               | Duitsland             | Zenith Munich                   | Mabel RAYE            | —                     | —                     |
| Leg 3 — Oceanië       |                       |                       |                                 |                       |                       |                       |
| 21 november 2019      | Auckland              | Nieuw-Zeeland         | Spark Arena                     | —                     | —                     | —                     |
| 26 november 2019      | Brisbane              | Australië             | Brisbane Entertainment Centre   | —                     | —                     | —                     |
| 28 november 2019      | Melbourne             | Australië             | Rod Laver Arena                 | —                     | —                     | —                     |
| 2 december 2019       | Adelaide              | Australië             | Adelaide Entertainment Centre   | —                     | —                     | —                     |
| 4 december 2019       | Sydney                | Australië             | Qudos Bank Arena                | —                     | —                     | —                     |
| 5 december 2019       | Sydney                | Australië             | Qudos Bank Arena                | —                     | —                     | —                     |